# ウズベキスタンの国際関係
本項目では、ウズベキスタンの国際関係について述べる。

## 概要
ウズベキスタンは1991年12月より独立国家共同体 (CIS) に加盟している。しかし、1999年に再統合に反対し、CIS集団安全保障体制から脱退した。これ以降、ウズベキスタンは自国の安全保障を脅かすと見られたタジキスタンとアフガニスタンの対立の解消を手助けするため、タジキスタンにおけるCIS平和維持軍や国際連合が組織するグループに参加している。ウズベキスタンは対テロ戦争というアメリカ合衆国の政治指針を支持しており、アフガニスタンやイラクで起きている紛争解決に対し協力していた (しかし2005年にアンディジャン事件が起き、アメリカ合衆国が非難声明を出したことで両国の関係は悪化、ウズベキスタンはアメリカ合衆国にカルシ・ハナバード空軍基地から撤退するよう要求した) ウズベキスタンは国際連合、欧州・大西洋パートナーシップ理事会、平和のためのパートナーシップ、欧州安全保障協力機構 (OSCE)に加盟しており、7つの中央アジアの国々、すなわちパキスタン、ウズベキスタン、カザフスタン、トルクメニスタン、アフガニスタン、キルギス、タジキスタンからなるイスラム協力機構 (OIC) や経済協力機構にも加盟している。ウズベキスタンはカザフスタンやキルギス、1998年3月にタジキスタンが参加して結成された中央アジア連合のメンバーでもある。
1999年、ウズベキスタンは1997年に結成されたGUAM (グルジア、ウクライナ、アゼルバイジャン、モルドバ)に加盟していた(ウズベキスタンは2005年に脱退)。ウズベキスタンは上海協力機構 (SCO)のメンバーでもあり、SCOの地域的な対テロリスト機構 (RATS)の会議をタシュケントで開催した。ウズベキスタンは2002年に新中央アジア協力機構 (CACO) に加盟した。CACOはタジキスタン、カザフスタン、キルギス、ウズベキスタンからなる。ウズベキスタンはカザフスタンやキルギス、1998年3月にタジキスタンが参加して結成された中央アジア連合のメンバーでもある。

## ウズベキスタンへの来訪

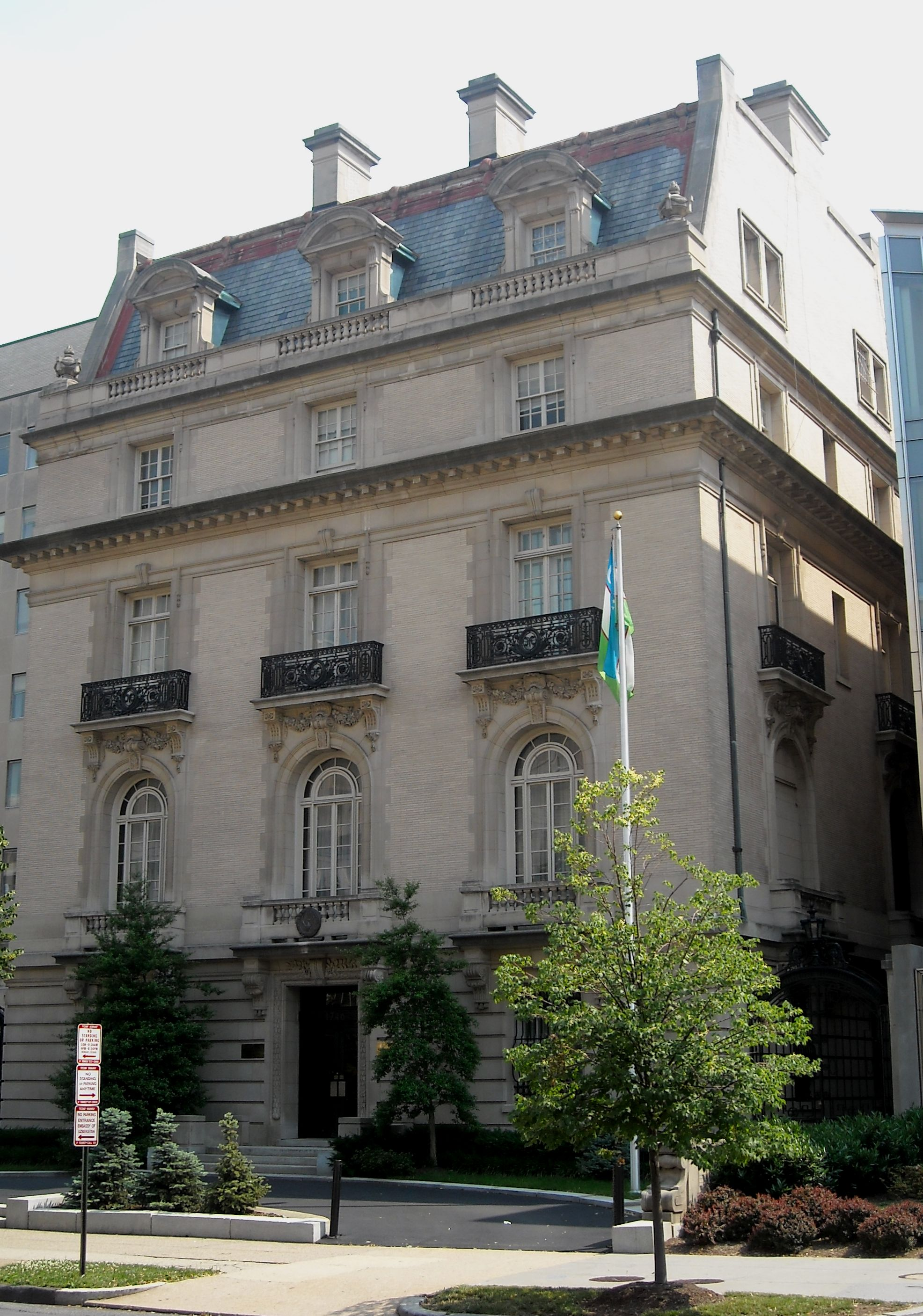
アメリカ合衆国のワシントンD.C.にあるウズベキスタン大使館

フインランド外務省の東ヨーロッパ・中央アジア部局長であるアンティ・トゥルネンは2006年8月29日に欧州連合の事実調査ミッションのためウズベキスタンのタシュケントに赴いた。ウズベキスタンの副外相は、ウズベキスタン政府は2006年6月にフィンランドのヘルシンキへの訪問中、フィンランドがEUの議長国になったことでEUと対話することに興味を示した。ラジオ・フリー・ヨーロッパのジャーナリストは9月1日にトゥルネンと対話した。トゥルネンは訪問は決定事項ではないが、EUがウズベキスタンに課している制裁を解除するために十分であるかどうかを見るための「解析」を行うことを約束すると述べた。トゥルネンのウズベキスタンへの訪問はウズベキスタン政府がアンディジャン事件において国際調査を行うことを拒否して制裁を課された10月以降、初めてのEU側の高官による訪問であった。
国際的な制裁には、アンディジャン事件及びその後の対応に端を発した政治的な接触の禁止や援助削減、査証発行禁止が含まれていた。トゥルネンは、「人権抑圧をおこなっていない多くのケースが存在しており、実際に行われたことは何であるのか、国際社会が推奨することは何であるのかについて注意深く見ていく必要がある。ウズベキスタン政府はアンディジャン事件を含むEUとウズベキスタンの関係のすべての側面に関して議論する用意があるのであれば、閣僚レベルで対話を行う可能性を提示している。これは制裁発動の評価の一部となり、これに基づいて11月半ばまでに制裁内容が決定される」と述べた。
トゥルネンは訪問は「スムーズ」に行われ、ウズベキスタン外務省のウラジーミル・ノロフは「暖かく歓迎」してくれたと述べた。EUの代表団はウズベキスタン法務省長官、検事総長、ウズベキスタンの国会議員などと良好な雰囲気のもと会談を行った。トゥルネンは「EUにとって真の問題はアンディジャン事件や人権侵害に対するウズベキスタン政府の対応である」と強調した。「現時点では、これらは国際調査の問題ではないように見える。アンディジャンで起こった事件に関して専門家レベルで討論することに対してある程度オープンであり、我々はウズベキスタン政府が歩みを進めている方向がこれに合致するものであるかどうか確かめる必要がある。 もう一つの問題はウズベキスタン政府が人権対話や人権問題に関する定期的な会合を行うなど人権問題に従事する姿勢を見せていることであり、これは良い兆候であるといえる。」と述べた。
彼はEU当局の招待に応じるかどうかは不明であるが、ウズベキスタンはその孤立化を回避しようとしていると述べた。彼は、 「ロシア・ウズベキスタン関係の改善やEUによるウズベキスタンのエネルギー資源開発の可能性については"直接的には"議論されなかったものの、 この地域におけるEUのより長期間に渡る投資が行われるかもしれない。制裁が解除された場合、ウズベキスタン外務大臣のノロフとの協力会議を後にブリュッセルで開催する。」と述べた。

## 湾岸諸国との法的な合意
2009年3月31日、ウズベキスタンとオマーンは中央アジアにおけるオマーンの投資を保護し、二重課税を受けることなく貿易できるような法的枠組みを整備することで合意した。オマーン政府は約10年に渡り経済の多様化と民営化政策を追求し、その他の30項目で同様の契約を締結することで合意した。

## 各国との関係
| 国             | 国交開始   | 註 |
| -------------- | ---------- | --- |
| ベラルーシ     | 1992       | - ベラルーシはタシュケントに大使館を持つ。 - ウズベキスタンはミンスクに大使館を持つ。 - 両国はユーラシア経済共同体と独立国家共同体に加盟している。 |
| ブルガリア     | 1992-09-12 | ブルガリア・ウズベキスタン関係を参照。 - ブルガリアはタシュケントに大使館を持つ。 - ウズベキスタンはブルガリア国内に大使館を持たない。 |
| デンマーク     |            | - ウズベキスタンはデンマークに国交を持つが、大使館はロシアのモスクワにある。 - デンマークはウズベキスタンと国交を持つが、大使館はロシアのモスクワにある。 |
| インド         |            | - インドはタシュケントに大使館を持つ。 - ウズベキスタンはニューデリーに大使館を持つ。 |
| イラン         | 1991       | - 両国は文化的、歴史的に強い結びつきが有り、ウズベキスタンは大イランの一部と考えられている。イランは特に経済プロジェクトや社会的、文化的、外交的な交流を活発に行なっている。両国は陸路交通整備やジョイントベンチャーも行なっている。両国の政治的立ち位置の違い (イランのイスラム親政とウズベキスタンの世俗的な独裁制) は両国の関係強化に向けた障害にはなっていない。 |
| 日本           | 1992-01-26 | 日本・ウズベキスタン関係を参照。 - 日本はタシュケントに大使館を持つ。 - ウズベキスタンは東京に大使館を持つ。 - 2004年8月、川口順子外務大臣（当時）が中央アジア4ヶ国を訪問し、最初の訪問国であるウズベキスタンの世界経済外交大学において、「中央アジア+日本」対話の提唱を含む新たな対中央アジア政策を表明する政策スピーチを行った。以降、現在まで外務大臣同士の会合が4回、外務次官など高級実務者による会議が6回行われている。 - 2006年時点における輸出入を合わせた貿易総額は約210億円である。この内、日本の輸出額は2002年の21億円から2006年には18億円にまで減少し、大幅な赤字を出している。日本からの輸出品目は通信機器、光学機器、ゴム製品、自動車など、輸入品目は、金、化学製品となっている。近年はウズベキスタン国内におけるエネルギーインフラ整備の支援やウズベキスタンへの投資誘致などが行われている。 |
| キルギス       |            | ウズベキスタン・キルギス関係を参照。 - ウズベキスタンは南キルギスを経済的・政治的に掌握しており、経済的・地理的状況を見てもキルギス南部にはウズベク人が多く暮らすなどウズベキスタンに大きく依存している。 |
| パキスタン     |            | - ウズベキスタン共和国がソビエト連邦崩壊後に独立した後国交が樹立された。両国の関係は当初は両国が国境を接するアフガニスタンの状況に対し全く異なる対応したことからさほど関係強化が進まなかった。 - しかし、ターリバーン崩壊後関係は修復にむかっており、両国は貿易額増加のため関係強化を模索している。パキスタンは中央アジア市場への参入を望んでおり、二重内陸国のウズベキスタンはインド洋に面した港を通した貿易額増加を望んでいる。 |
| ルーマニア     | 1995-10-06 | ルーマニア・ウズベキスタン関係を参照。 - ルーマニアは1991年12月20日にウズベキスタンの独立を承認した。 - ルーマニアはタシュケントに大使館を持つが、ウズベキスタンはルーマニアに在外公館をもたない。 - ルーマニアはウズベキスタンを中央アジアにおける潜在的に重要なパートナーとみなしており関係強化を望んでいるが、ウズベキスタンはルーマニアを通してヨーロッパ市場から技術供与を増加させることを望んでいる。 |
| ロシア         | 1992       | - ウズベキスタンはモスクワを大使館を持つ。 - ロシアはタシュケントに大使館を持つ。 - ウズベキスタンはかつてソビエト連邦の一員であった。ソビエト連邦崩壊後もロシアと緊密な関係を保っている。 - 2005年のアンディジャン事件後、ウズベキスタンはアメリカ合衆国にカルシ・ハナバード空軍基地から撤退するよう要求した。 - 2005年11月、ウズベキスタンのイスラム・カリモフ大統領とロシアのウラジーミル・プーチン大統領はモスクワで相互協力合意書に調印した。 |
| タジキスタン   |            | - タジキスタンはタシュケントに駐ウズベキスタン大使館を持つ。 - ウズベキスタンはドゥシャンベに駐タジキスタン大使館を持つ。 - 西側諸国のアナリストは両国は「冷戦状態にある」と述べている。 - 両国はユーラシア経済共同体、上海協力機構、独立国家共同体に加盟している。 |
| アメリカ合衆国 | 1992       | アメリカ合衆国・ウズベキスタン関係 - アメリカ合衆国は1991年12月25日にウズベキスタンの独立を承認、1992年3月にタシュケントに大使館を開設した。ワシントンD.C.にある駐アメリカ合衆国ウズベキスタン大使館は1993年2月に開設された。 |